# Lignol-le-Château
 Lignol-le-Château  es una localidad y comuna de Francia, en la Región de Gran Este, departamento de Aube, en el distrito y cantón de Bar-sur-Aube.
Su población en el censo de 2017 era de 199 habitantes.
Está integrada en la Communauté de communes de la Région de Bar-sur-Aube.

## Demografía
| 214 | 220 | 252 | 227 | 191 | 176 |
| Para los censos de 1962 a 1999 la población legal corresponde a la población sin duplicidades (Fuente: INSEE [Consultar]) |     |     |     |     |     |